# André Marie
André Marie (n. 3 de dezembro de 1897 - f. 12 de julho de 1974) foi um político francês. Ocupou o cargo de primeiro-ministro da França, entre 26 de Julho de 1948 a 5 de Setembro de 1948.